# Sclerophyllia
Sclerophyllia is een geslacht van neteldieren uit de klasse van de Anthozoa (bloemdieren).

## Soorten
- Sclerophyllia margariticola Klunzinger, 1879
- Sclerophyllia maxima (Sheppard & Salm, 1988)